# Krzysztof Knittel
Krzysztof Jakub Knittel (ur. 1 maja 1947 w Warszawie) – polski kompozytor muzyki współczesnej, twórca m.in. muzyki elektronicznej, profesor sztuk muzycznych.

## Życiorys

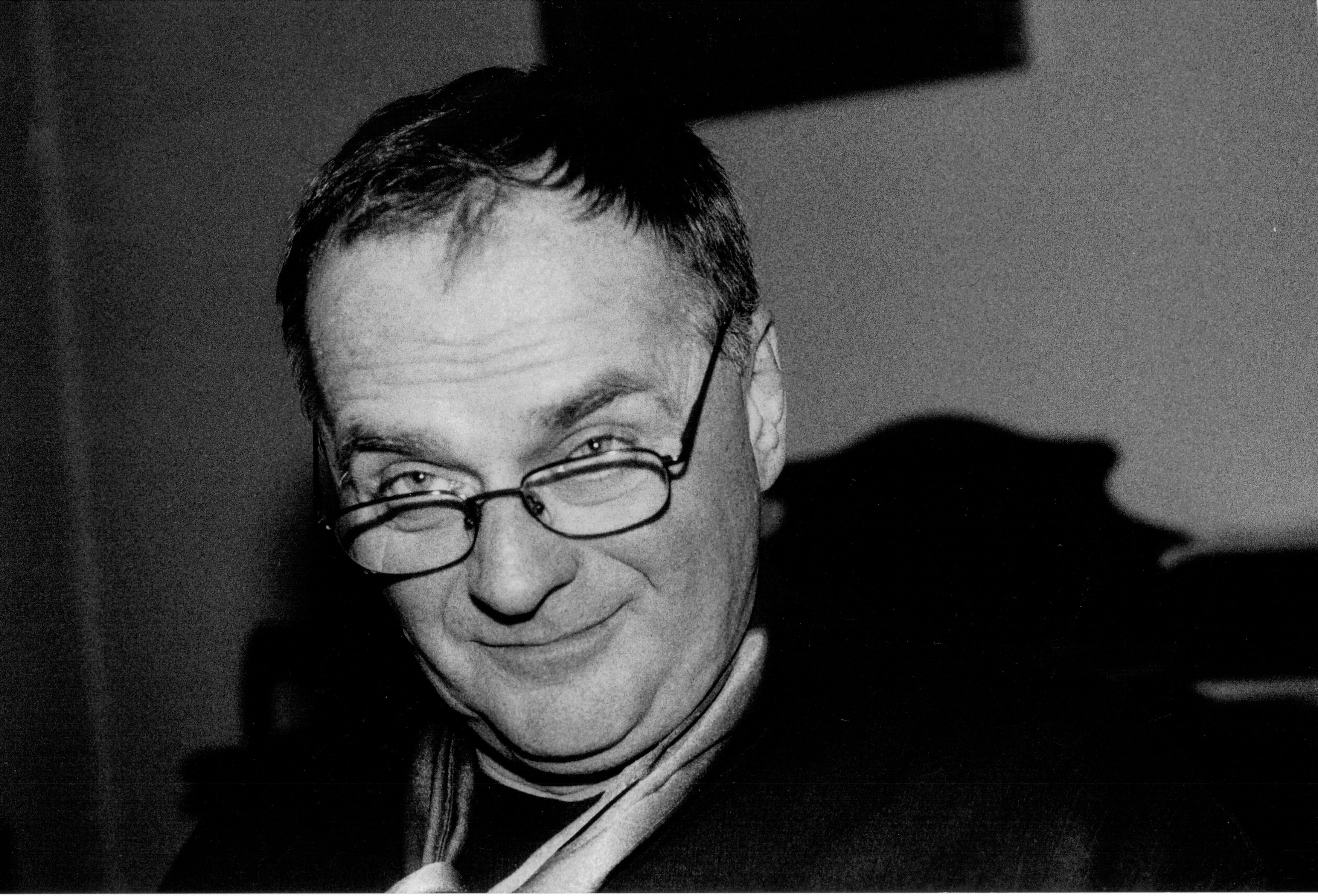
Krzysztof Knittel (2008)

Studiował kompozycję u Tadeusza Bairda, Andrzeja Dobrowolskiego, Włodzimierza Kotońskiego i Lejarena Hillera (muzyka komputerowa) oraz reżyserię dźwięku w Państwowej Wyższej Szkole Muzycznej w Warszawie (ukończył w 1972), a także programowanie komputerowe w Instytucie Matematyki PAN. Jest także twórcą instalacji dźwiękowych, gra w zespołach muzyki improwizowanej. Od 1973 współpraca ze Studiem Eksperymentalnym Polskiego Radia w Warszawie. Brał udział w Kursach Nowej Muzyki w Darmstadt (1974 i 1976). W 1978 pracował w The Center of the Creative and Performing Arts w Buffalo, USA.
Realizuje utwory komputerowe, pisze utwory na orkiestrę, chóry, zespoły kameralne – między innymi dla Filharmonii Narodowej, NOSPR-u, Orkiestry Kameralnej PR Amadeus, Sinfonii Varsovia, Cameraty Silesia, dla solistów – dla Elżbiety Chojnackiej, dla Olgi Pasiecznik (otrzymała nagrodę Orfeusza na Warszawskiej Jesieni za kreację w The Heartpiece – Double Opera skomponowanej wspólnie przez Krzysztofa Knittla i Johna Kinga), dla Janusza Olejniczaka, Tomasza Stańko i innych. Jako kompozytor i wykonawca swoich utworów koncertował w większości krajów europejskich, w Azji, w Ameryce Północnej i Południowej (m.in. monograficzne koncerty w Brazylii, w Czechach, w Hiszpanii, w Niemczech, w Polsce, w Rosji, na Węgrzech, udział w festiwalach Warszawska Jesień, ISCM w Paryżu, Fylkingen w Sztokholmie, Living in A Virtual World w Toronto, Experimentelle Musik Festival w Monachium, New Europe ’99 Festival i Experimental Intermedia w Nowym Jorku, „Ilkhom – XX” w Taszkencie, Pan Music Festival w Seulu, Festival International de Musique Experimentale w Bourges, Ton-Art w Bernie, Musica Ficta w Wilnie, Dresdner Tage der zeitgenössischen Musik, Melos-Etos w Bratysławie, Alternativa w Moskwie i wielu innych).
Jest współtwórcą grup muzyki improwizowanej: Grupy Kompozytorskiej KEW (z E. Sikorą i W. Michniewskim, 1974–1976), Cytula Tyfun da Bamba Orch. (m.in. z A. Bieżanem, 1981), Niezależnego Studia Muzyki Elektroakustycznej (1982–1984), Light from Poland (1985–1987), liderem zespołów muzyki intuicyjnej „Pociąg towarowy” (od 1986) i „Go-Go Boys”, European Improvisation Orchestra (1996–1998), grupy CH&K&K (od 1999), Kawalerowie Błotni (od 2003). W 1989 założył z M. Chołoniewskim zespół „Studio CH & K” (muzyka komputerowa), który występował w wielu krajach Europy, w Stanach Zjednoczonych i Kanadzie.
W kulturze popularnej znany jako kompozytor i aranżer wielu piosenek, m.in. najsłynniejszy „Koncert jesienny” do słów Wojciecha Niżyńskiego – utwór wykonywany przez Magdę Umer, który zdobył I nagrodę na festiwalu FAMA w 1970 roku. Również dla Magdy Umer wspólnie z Andrzejem Woyciechowskim napisał dwie piosenki - „Już szumią kasztany” i „Jeśli myślisz”.
W 1981 roku współpracował z Komisją Kultury „Solidarności” regionu Mazowsze, współtworzył też Koło Twórców Niezależnych. W stanie wojennym działał w środowiskach kultury niezależnej. W latach 1989–1992 był wiceprezesem Polskiego Towarzystwa Muzyki Współczesnej, współtworzył festiwal Audio-Art w Centrum Sztuki Współczesnej Zamek Ujazdowski, w latach 1995–1998 był dyrektorem festiwalu Warszawska Jesień. W latach 1999–2003 był prezesem Związku Kompozytorów Polskich. Wiceprezes Polskiej Rady Muzycznej (2000–2005), od grudnia 2005 przewodniczy tej Radzie. Od 2003 do 2006 był członkiem Rady Nadzorczej Telewizji Polskiej S.A., był członkiem Rady Programowej Narodowej Galerii Sztuki Zachęta i Rady Stowarzyszenia ZAiKS. Od Stowarzyszenia Autorów ZAiKS otrzymał Odznakę honorową (2013) i nagrodę 100-lecia ZAiKS-u (2019).
W 1985 roku otrzymał Nagrodę Kulturalną „Solidarności” w dziedzinie muzyki (za kwartet smyczkowy poświęcony księdzu Jerzemu Popiełuszce), w 1998 otrzymał grant Foundation for Contemporary Arts w Nowym Jorku, w 2003 roku otrzymał Nagrodę Artystyczną im. C.K. Norwida oraz Nagrodę Związku Kompozytorów Polskich, w 2005 Srebrny Medal „Zasłużony Kulturze Gloria Artis” oraz Złoty Medal Opiekuna Miejsc Pamięci Narodowej i Medal Komisji Edukacji Narodowej.
Jako dziennikarz muzyczny współpracował z „Tygodnikiem Literackim”, telewizyjnym Pegazem, Redakcją Muzyki Poważnej TVP, pismami „Ruch Muzyczny” i „Studio”.
W latach 1969–2007 skomponował muzykę do 21 filmów (dokumentalnych, krótkometrażowych i fabularnych) i seriali telewizyjnych, m.in. do Amatora (1979) Krzysztofa Kieślowskiego, Widziadła (1984) i Rajskiego ptaka (1987) Marka Nowickiego.
W latach 1989–1992 był wiceprzewodniczącym polskiej sekcji Międzynarodowego Towarzystwa Muzyki Współczesnej. Od 1986 prowadzi wykłady na temat nowej muzyki (m.in. w Warszawie, Monachium, Bostonie, Filadelfii, Barcelonie, Alicante, Budapeszcie, Viitasaari). Krzysztof Knittel jest profesorem emerytowanym na Uniwersytecie Muzycznym Fryderyka Chopina w Warszawie, uczył też w Akademii Muzycznej w Łodzi oraz w Akademii Muzycznej w Krakowie.
Współpracował w grupach muzyki improwizowanej z następującymi muzykami: Marek Chołoniewski, Axel Dörner, Uwe Dierksen, Uli Fusseneger, Tim Hodgkinson, Carl-Ludwig Hübsch, Pere Oliver Jørgens, John King, Włodzimierz Kiniorski, Martin Klapper, Jacek Kochan, Werner Kodytek, Albert Markos, Laszlo Melis, Ernesto Molinari, David Moss, Victor Nubla, Uwe Oberg, Olga Pasiecznik, Adam Pierończyk, Tomasz Stańko, Raymond Strid, Birgit Ulher, Marcus Weiss, Frank Wingold, Carlos Zingaro, Agata Zubel.
Został członkiem honorowego komitetu poparcia Bronisława Komorowskiego przed wyborami prezydenckimi w Polsce w 2015 roku.

## Życie prywatne
Jest synem Janiny z domu Nikiforow i Wojciecha. Pochodzi z warszawskiej rodziny ewangelickiej o silnych tradycjach patriotycznych. Jego matka (zm. 6 marca 2005) była odznaczona Warszawskim Krzyżem Powstańczym, w powstaniu walczyła w batalionie „Bełt” (wraz z bratem Juliuszem „Szwedem” Normarkiem i mężem). Ojciec – Wojciech był warszawskim dziennikarzem muzycznym i teatralnym, jako powstaniec AK również walczył w batalionie „Bełt”. Jego obecną żoną jest Helena Dzieduszycka, poprzednia to Jagna Knittel, a pierwszą jego żoną była Weronika Szraiber-Knittel. Ma córkę Annę, Kaję, Zofię i syna Tomasza.
Grobowce rodziny Knittlów i spokrewnionych z nimi Normarków (rodzina babki kompozytora) znajdują się na Starych Powązkach i cmentarzu Ewangelicko-Augsburskim w Warszawie.